# Héctor Berenguel del Pino
Héctor Berenguel del Pino (Almeria, 11 d'octubre de 1974) és un exfutbolista, que jugava com a defensa, i entrenador de futbol andalús.

## Trajectòria
Format a un club de la seua ciutat natal, el Polideportivo Almeria, amb qui arriba a jugar a Segona B. El 1995 fitxa per l'Elx CF, amb qui puja a Segona Divisió el 1997. Només duraria una campanya l'equip valencià a la categoria d'argent, en la qual l'andalús seria titular. El seu bon joc fa que a l'estiu de 1998 s'hi incorpore al Sevilla FC.
Tres anys romandria al Sánchez Pizjuan, tot visquent dos ascensos i un descens. En aquest perïode, el d'Almeria seria peça clau del seu equip, tot arribant a marcar 5 gols la temporada 00/01. La temporada 01/02 fitxa pel Deportivo de La Corunya. La seua aportació a l'equip gallec aniria de més a menys en els cinc anys que hi passaria a Riazor. No va arribar a ser titular, i va oscil·lar entre els 15 i els 20 partits per temporada, a excepció de la temporada 04/05, on tot just apareix sis vegades sobre el camp.
Amb el Deportivo guanyaria la Copa del Rei i la Supercopa, ambdues la temporada 00/01.
El 2006 deixa el Deportivo i marxa al RCD Mallorca, amb qui disputaria dues campanyes abans de retirar-se el 2008. En total suma 273 partits entre Primera i Segona Divisió.